# Esdoornschorsbekertje
Het esdoornschorsbekertje (Pezicula acericola) is een schimmel behorend tot de familie Dermateaceae. Deze biotrofe parasiet leeft in schorsspleten van levende en dode takken en stammen van Noorse esdoorn (Acer platanoides). Het komt voor in groepjes in parken en tuinen.

## Kenmerken
De apothecia (vruchtlichamen) zijn 1 tot 2 mm in diameter. De kleur is geelachtig-oranje dan okerkleurig bruin als ze rijp zijn, bedekt met een witachtige rijp. De sporen zijn gebogen en meten 20-37 × 6,5-10,5 µm. De toppen van de asci kleuren roodbruin in lugol (IKI+).

## Verspreiding
Het esdoornschorsbekertje komt voor in Europa en Noord-Amerika. In Nederland komt het zeer zeldzaam voor. Het staat niet op de rode lijst en is niet bedreigd.

## Foto's

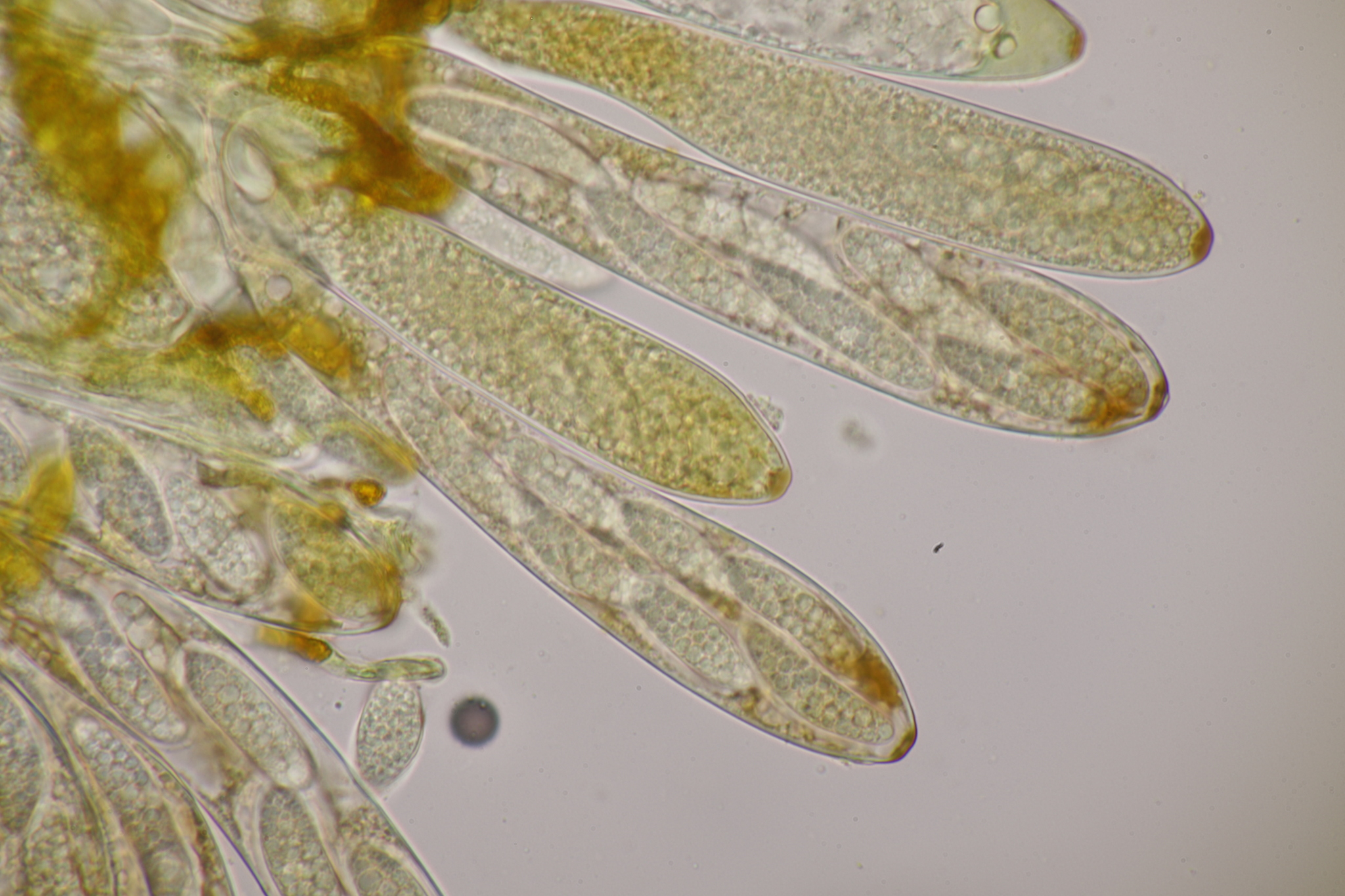
Asci in Lugol
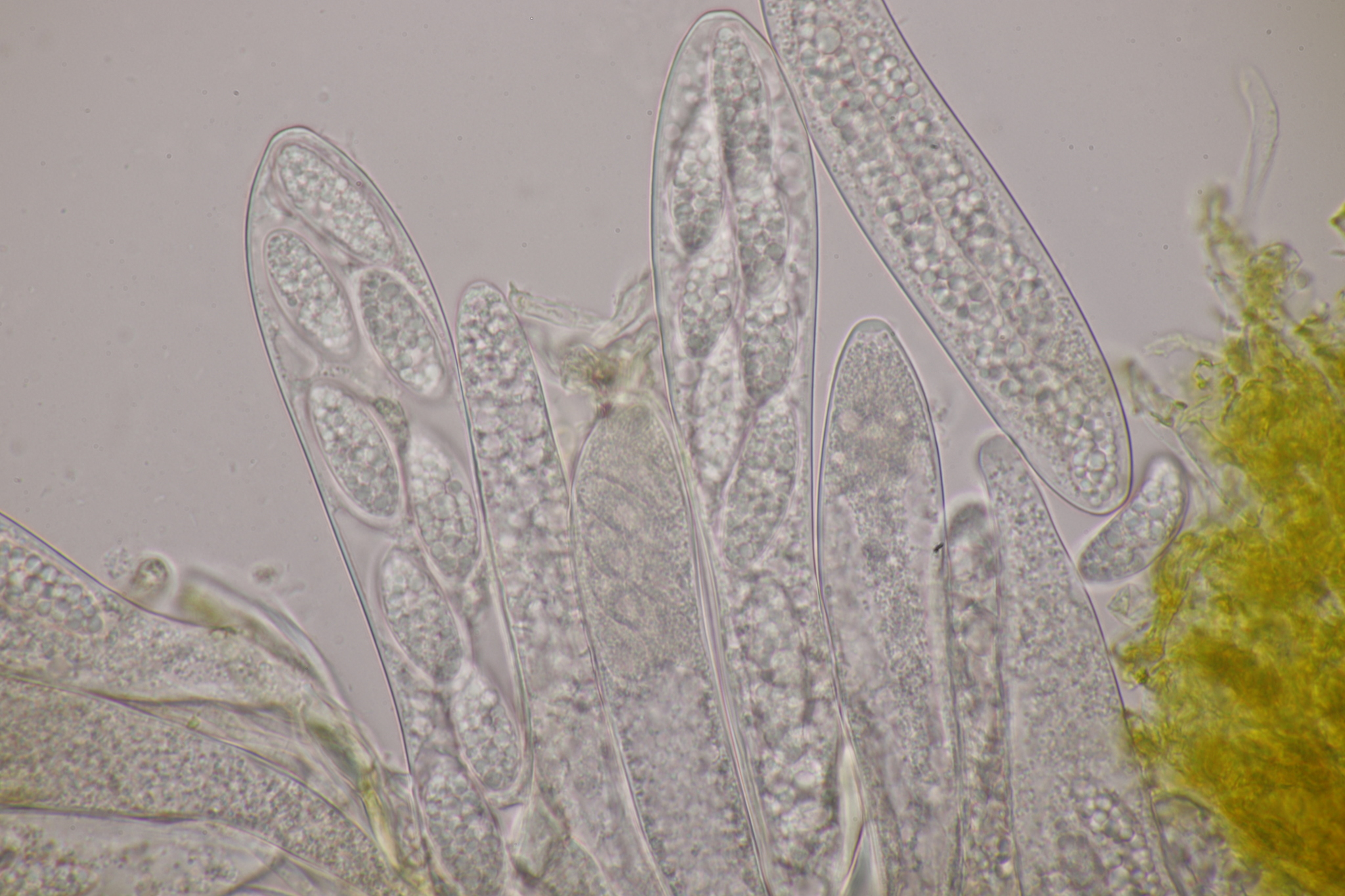
Asci
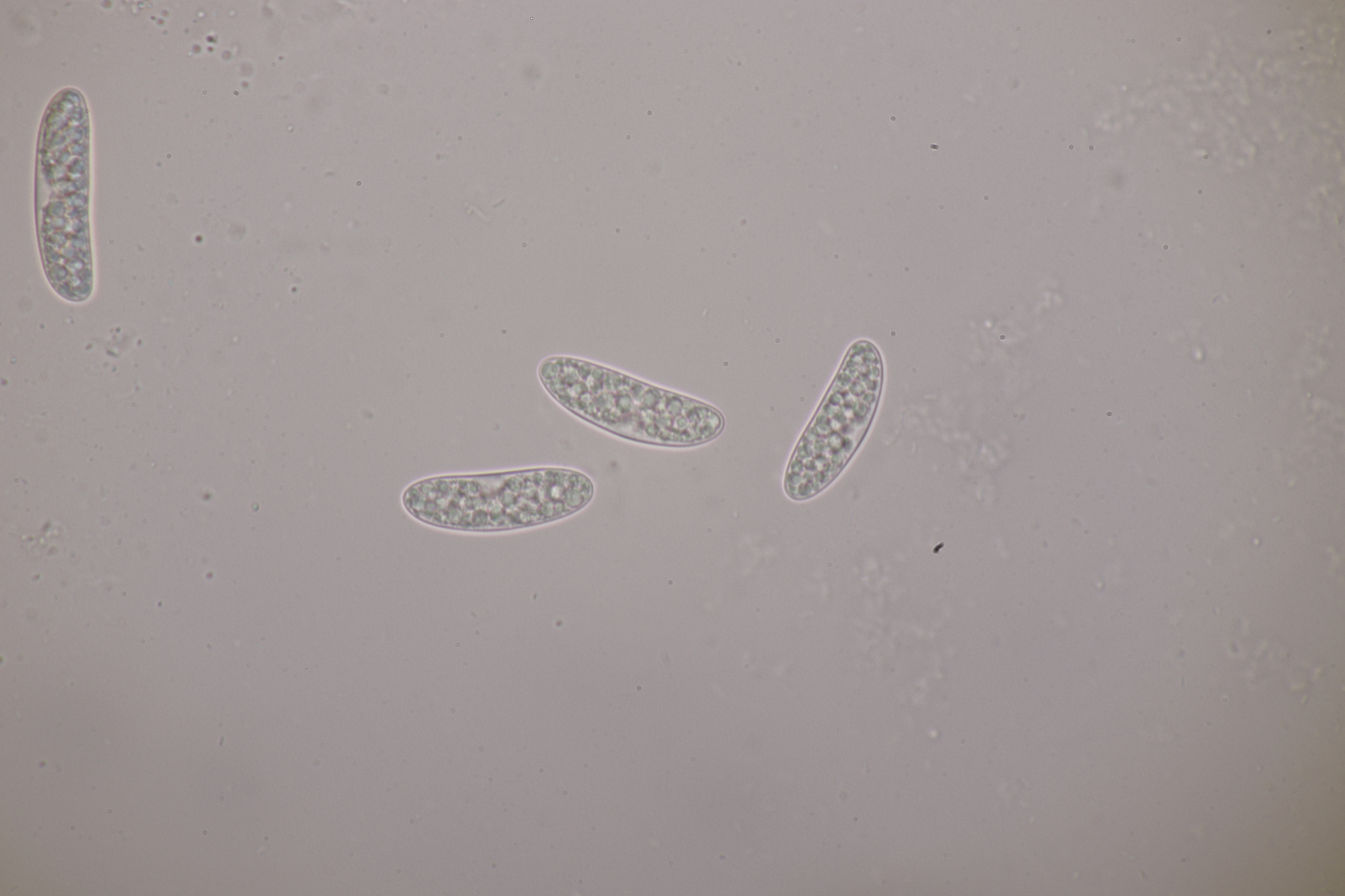
Sporen